# Диц, Даррен
Даррен Диц (англ. Darren Dietz, род. 17 июля 1993, Медисин-Хат, Альберта) — канадский и казахстанский хоккеист, защитник минского «Динамо».

## Карьера
Был выбран на драфте НХЛ 2011 года под общим 138-м номером клубом «Монреаль Канадиенс». В НХЛ дебютировал только в сезоне 2015/16, Диц сыграл 13 матчей за «Канадиенс», в которых набрал 5 очков (1+4).
1 июля 2017 года подписал контракт с казахстанским клубом «Барыс» из КХЛ. В 2019 году он продлил соглашение с клубом на два года. В декабре 2021 года в результате обмена перешёл из «Барыса» в ЦСКА, с которым стал обладателем Кубка Гагарина. В июле 2022 года Даррен подписал новый трехлетний контракт с ЦСКА.
В сезоне 2018/19 стал самым результативным защитником КХЛ и вошёл в символическую сборную лучших игроков чемпионата, получив приз «Золотой шлем».
В сезоне 2021/22 являлся самым высокооплачиваемым хоккеистом всей лиги с контрактом 100 млн рублей за один сезон (по информации «Спорт-экспресса»).
На Матче Звёзд КХЛ 2020 Диц удивил публику, прочитав на русском языке отрывок стихотворения Александра Пушкина. Впоследствии несколько раз давал короткие интервью на русском языке.
В составе сборной Казахстана был участником чемпионата мира 2019 года в дивизионе А. В 2020 году играл в квалификации олимпийского турнира 2022 года. В 2021 году выступал за Казахстан в элитном дивизионе чемпионата мира, в 7 матчах набрал 2 очка (0+2). В 2022-м снова сыграл за сборную Казахстана на ЧМ и отметился 2 (0+2) результативными баллами в 3 играх.
В 2023 году лишён гражданства Казахстана, после того как республиканское МВД обнаружило наличие у него канадского гражданства. По законодательству гражданин Казахстана не может иметь паспорт другого государства.
Двукратный обладатель Кубка Гагарина в составе ЦСКА (2022, 2023) и автор победной шайбы в финале 2023 года.
2 мая 2024 года обменян в «Авангард» на денежную компенсацию; омский клуб заключил с Дицем двухлетний контракт. 22 ноября того же года было сообщено, что этот контракт расторгнут «по взаимному соглашению сторон». 
В ноябре 2024 года стал игроком екатеринбургского «Автомобилиста». В сезоне-2024/25 набрал 4 (1+3) очка в 18 играх за «Авангард» и 8 (0+8) баллов в 31 матче за «Автомобилист» в чемпионате КХЛ. В 7 матчах Кубка Гагарина-2025 в составе екатеринбуржцев сделал 2 результативные передачи.
В июне 2025 года заключил однолетний контракт с ХК Динамо (Минск).

## Статистика в КХЛ
| Легенда | Легенда                    | Легенда | Легенда                   | Легенда | Легенда    |
| ------- | -------------------------- | ------- | ------------------------- | ------- | ---------- |
| И       | Количество проведённых игр | Штр     | Штрафное время            | +/−     | Плюс-минус |
| Г       | Голы                       | П       | Голевые передачи          | О       | Очки       |
| -       | Статистика неизвестна      | —       | Статистика не учитывалась |         |            |

## Достижения

### Командные
- Обладатель Кубка Гагарина в составе ЦСКА — 2022,2023
- — 1 место на чемпионате мира (дивизион 1A) — 2019

### Индивидуальные
- самый результативный защитник КХЛ в сезоне 2018/19
- обладатель приза «Золотой шлем» в сезоне 2018/19
- участник матча звёзд КХЛ в 2019 и 2020 годах
- включён в символическую сборную на чемпионате мира (дивизион 1A) — 2019